# Chevrolet Chevy II / Nova
Este artículo es sobre el modelo de coche Norteamericano. Para el modelo del argentino, consulte Chevrolet 400 y Chevrolet Chevy. Para el automovil de Segmento B comercializado en México y Chile consulte Opel Corsa
El Chevrolet Chevy II / Nova es un automóvil que fue producido en los Estados Unidos, desde 1962-1979 por Chevrolet (división de General Motors) y desde 1985-1988 por NUMMI, un joint venture entre General Motors y Toyota. 
En su formato original, el Chevy II fue un modelo en la gama compacta superior, hasta que el nombre Chevy II ha sido cambiado para el modelo de 1969 por el de Chevrolet Nova. 
Su primera generación estaba disponible en cinco estilos de carrocería: sedán de 4 y 2 puertas, cupé de 2 puertas sin parantes, familiar y descapotable, mientras que la tercera generación estuvo disponible en carrocería de Fastback, un sedán de 4 puertas y un cupé de 2 puertas.
En su formato posterior, fue un automóvil subcompacto de tracción delantera basado en el Toyota Sprinter japonés.

## Primera generación (1962–1965)

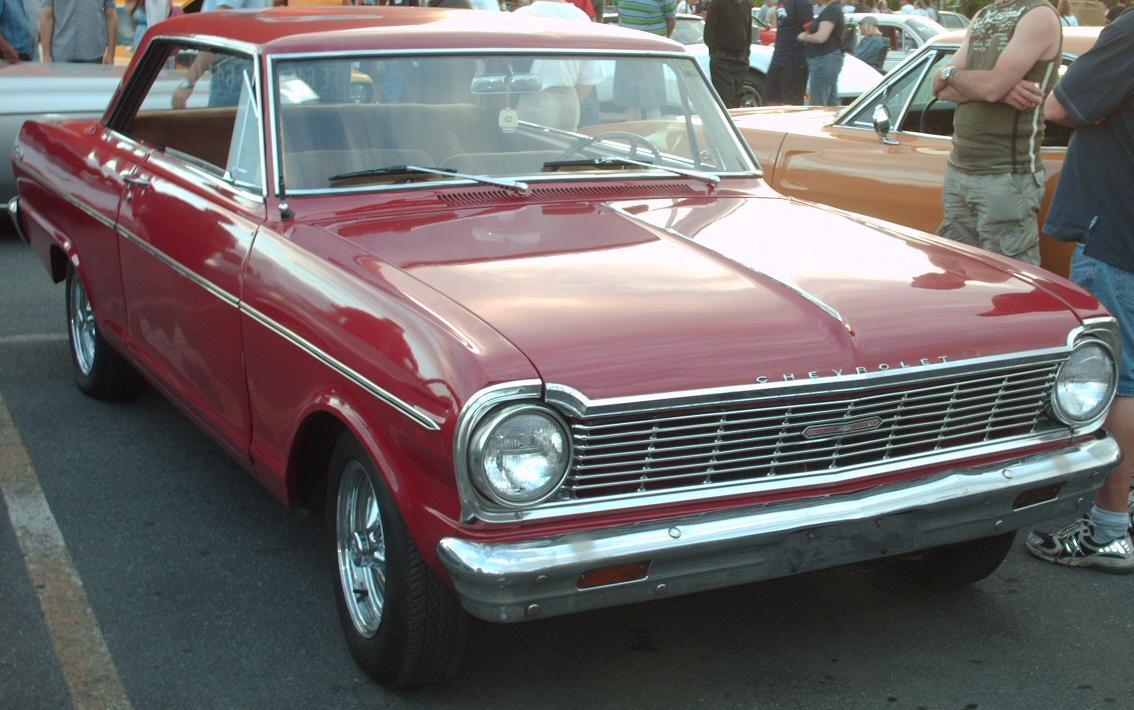
Chevy II Nova SS de 1962 en carrocería Cupé Hardtop de dos puertas

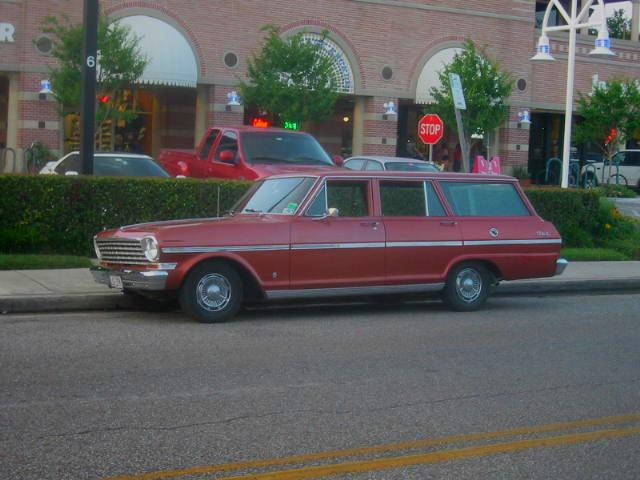
Chevy II Nova familiar de 1963

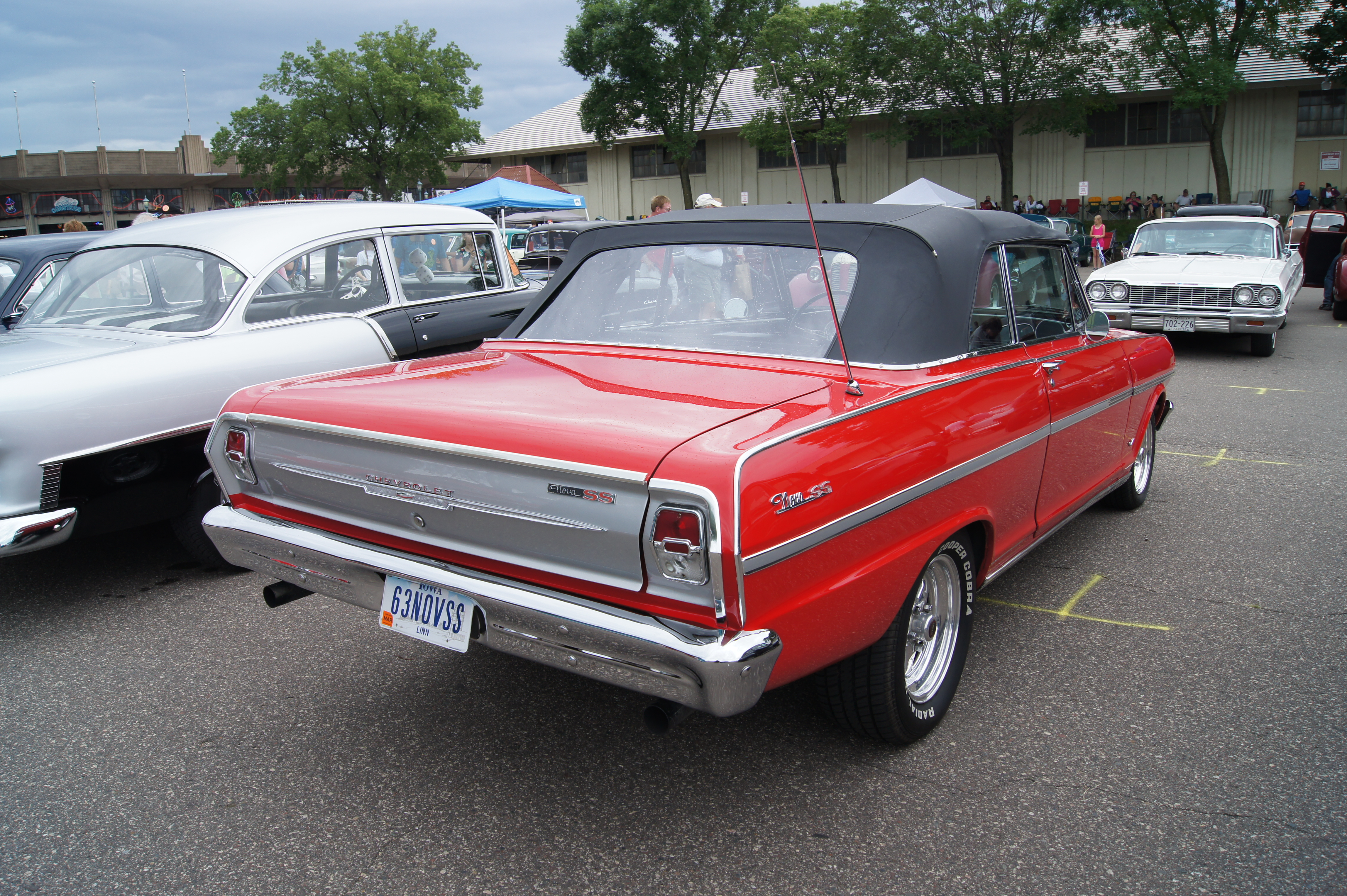
Chevy II Nova SS descapotable de 1963

Después de que el Chevrolet Corvair, de motor trasero, fuera prácticamente desbancado por el Ford Falcon convencional en 1960, Chevrolet comenzó a trabajar en un coche compacto más convencional que terminaría finalmente siendo el Chevy II. El automóvil fue de construcción semi-monocasco con un chasis frontal unida a la cabina monocasco y la sección trasera del baúl, y estuvo disponible en versiones sedán de 4 y 2 puertas, cupé de 2 puertas sin parantes, así como también en versiones descapotable y familiar. El Chevy II de 1962 se produjo en tres series: la Serie 100, Serie 300 y Serie Nova 400.
Un motor de 153 plgs3 (2.51 L) de 4 cilindros, que desarrollaba 90 HP (67 kilovatios) era el estándar; y un motor de seis cilindros en línea de 194 plgs 3 (3.18 L) con 120 HP (89 kilovatios), estuvo disponible. El 6 cilindros fue la tercera generación del motor, definitivamente reemplazando el Stovebolt de segunda generación. Su rival Chrysler desarrolló antes el "Slant 6" en su modelo Plymouth Valiant, como enemigo del Chevy II, cuando los fueron introducidos al público a finales de 1959 como modelos de 1960.
Aunque el Nova no estaría disponible originalmente con una opción V8, el alojamiento de su motor estuvo proporcionado perfectamente para un motor así. No pasó mucho tiempo para que los motores V8 Chevrolet fuesen ofrecidos como opciones instaladas por un distribuidor autorizado (entre 1962 y 1963), incluso agregando la versión con inyección de combustible, disponible en el Corvette. La combinación de motores V8 y el peso ligero fácilmente disponibles, hicieron al Nova una elección popular entre los corredores de piques.
En 1962~63, el Nova estuvo disponible en versión descapotable; y entre 1962~65 en versión de dos puertas sin parantes, aunque el «hardtop» fue presentado cuando los modelos de 1964 fueron introducidos antes y traído posteriormente a la serie, más adelante. Como todos los modelos de Chevrolet de dos puertas sin parantes, este estilo de carrocería fue comercializado como Sport Cupé.
La opción Super Sport (RPO-Z03) que estuvo disponible por primera vez en el Chevy II Nova Serie 400 en 1963, ofreció emblemas especiales, paquete de instrumentos, tapacubos, molduras laterales, asientos de butaca y caja de cambios manual de cuatro velocidades con palanca al piso; y solo estuvo disponible en el cupé de la Serie 400 el deporte y convertible. Como se mencionó anteriormente, el Nova no llevó oficialmente motores V8 hasta este entonces, ya que el motor estándar del SS fue un motor de 6 cilindros, pero era muy común entre los fanáticos cambiar esos 6 cilindros por motores V8 de bloque pequeño. En 1964, fue presentado el primer Chevy II con un motor V8 opcional, el cual fue uno de 283 plgs3 (4.64 L) y 195 HP (145 kilovatios). En 1965, un V8 de 327 plgs3 (5.36 L) también estaba disponible con una potencia de 300 HP (224 kilovatios).
1963 fue el único año en que Chevrolet construyó un «descapotable» Nova SS desde que suspendió el estilo de la carrocería convertible en los Chevy Nova en 1964; esto hizo al Chevrolet Nova SS convertible (1963) convertirse en uno de los más valiosos en los Estados Unidos, aunque solo llegó con el motor de 6 cilindros de 194 plgs3 con 120 HP (89 kilovatios).

### Motorizaciones
Primera generación (1962–1965)
| Tipo de motor | Cilindrada        | Potencia                | Notas adicionales |
| ------------- | ----------------- | ----------------------- | --- |
| 4 en línea    | 153 plgs3 (2,5 L) | 90 HP (67 kilovatios)   | |
| 6 en línea    | 194 plgs3 (3,2 L) | 120 HP (89 kilovatios)  | |
| V8            | 283 plgs3 (4.6 L) | 220 HP (164 kilovatios) | Solo 130 de ellas han sido vendidas con esta opción (1963) y considerado como mito, porque esta opción ofrecida por el concesionario no está enumerada. |
| V8            | 283 plgs3 (4,6 L) | 195 HP (145 kilovatios) | Opcional – 1964–65 |
| V8            | 327 plgs3 (5,4 L) | 300 HP (224 kilovatios) | Opcional – 1965 |

Producción total registrada por estilo de carrocería.
- Totales para 1962 fueron: 4 Dr Sedan – 146,097, 4 Dr Station Wagon – 72,274, 2 Dr Hardtop Sport Coupé – 59,586, 2 Dr Sedan – 42,017, y 2 Dr Convertible – 24,823
- Totales para 1963 fueron 375,600. incluidos 50,400 en la Serie 100 (48,200 6-cyl); 78,800 en la Serie 300 (78,770 6-cyl, 30 V-8); 171,100 en el Nova Serie 400 (171,000 6-Cyl, 100 V-8) y 75,300 Camionetas (Station Wagons) (74,830 6-cyl, 470 4-cyl); de la camioneta 67,347 con 2 asientos y 7,927 tenía 3 asientos

42,432 Nova SS (Sport Coupés & Convertibles)

### Chevrolet Chevy II en Argentina
El Chevrolet Chevy II fue fabricado entre 1962–1974 en Argentina como el Chevrolet 400

## Segunda generación (1966–67)

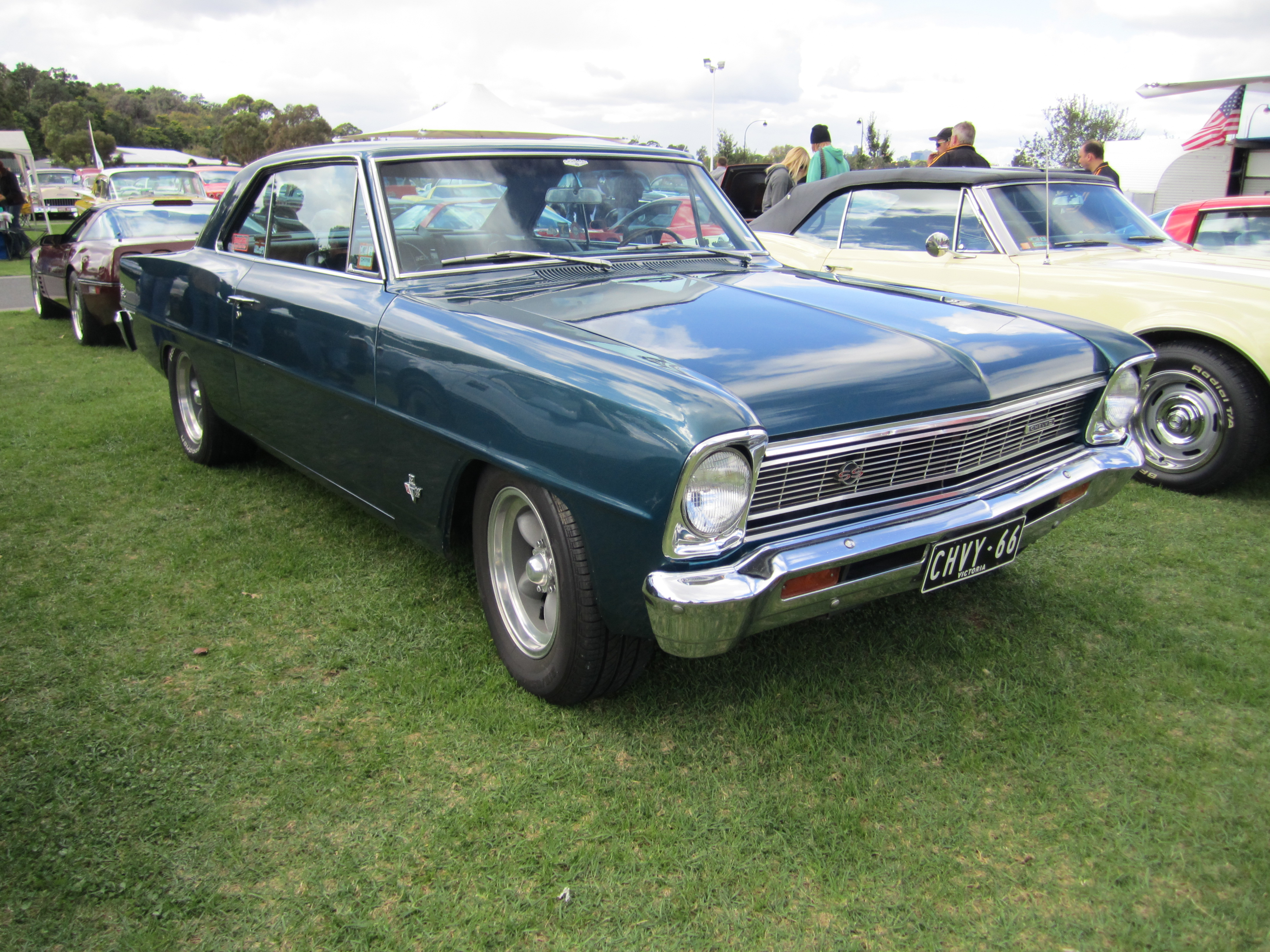
Chevy II Nova SS Hardtop de 1966

En 1966, los Chevrolet Nova recibieron un lavado frontal significativo, basado en parte al prototipo Súper Nova. Generalmente, las proporciones fueron reforzadas, pero las dimensiones y las características cambiaron muy poco. Las opciones del motorización, aún incluyeron un cuatro cilindros en línea básico, de seis cilindros en línea, así como V8s de 283 plgs3 (4.64 L) y 327 plgs3 (5.36 L). Este último era ofrecido ahora con una potencia de hasta 350 HP (261 kilovatios).
Durante este tiempo, el motor de cuatro cilindros de 153 plgs3 (2.51 L) y 90 HP (67 kilovatios) de fue ofrecido solo en 100 modelos de la versión de base del Chevy II, con el de seis cilindros de 194 plgs3 (3.18 L) y 120 HP (89 kilovatios), estándar en los modelos Nova y Super Sport (SS).
Además de los V8, otros motores opcionales incluyeron un seis cilindros de 230 plgs3 (3.8 L) y 140 HP (104 kilovatios), así como uno de seis cilindros de 250 plgs3 (4.1 L) y 155 HP (116 kilovatios), el último ofrecido como novedad a partir de 1967. Para 1966, los modelos Super Sport (SS) no tuvieron el nombre de Nova, sino el de Chevy II Super Sport; además, el Chevy II de 1966, con el folleto de las ventas, promocionó claramente a los SS como Chevrolet Chevy II Nova Super Sport.
Aunque el Chevy II recibiría un lavado de frontal en 1966, llevaron mejoras significativas en el área de equipo de seguridad. Un manejo gobernable, con una columna de dirección absorbente de energía de impactos y un volante seguro, partes interiores suaves tales como apoyabrazos y viseras solares, perillas ahuecadas del tablero de instrumentos, y anclas delanteras del cinturón de seguridad, fueron incluidos en todos los modelos de 1966.

### Motorizaciones
Segunda generación (1966-1967)
| Tipo de motor | Cilindrada        | Potencia                | Notas adicionales  |
| ------------- | ----------------- | ----------------------- | ------------------ |
| 4 en línea    | 153 plgs3 (2,5 L) | 90 HP (67 kilovatios)   |                    |
| 6 en línea    | 194 plgs3 (3,2 L) | 120 HP (89 kilovatios)  | Nova y Super Sport |
| 6 en línea    | 230 plgs3 (3,8 L) | 140 HP (104 kilovatios) | Opcional           |
| 6 en línea    | 250 plgs3 (4,1 L) | 155 HP (116 kilovatios) | Opcional           |
| 6 en línea    | 290 plgs3 (4,8 L) |                         |                    |
| V8            | 283 plgs3 (4,6 L) | 195 HP (145 kilovatios) | Opcional           |
| V8            | 327 plgs3 (5,4 L) | 300 HP (224 kilovatios) | Opcional           |

## Tercera generación (1968-1974)

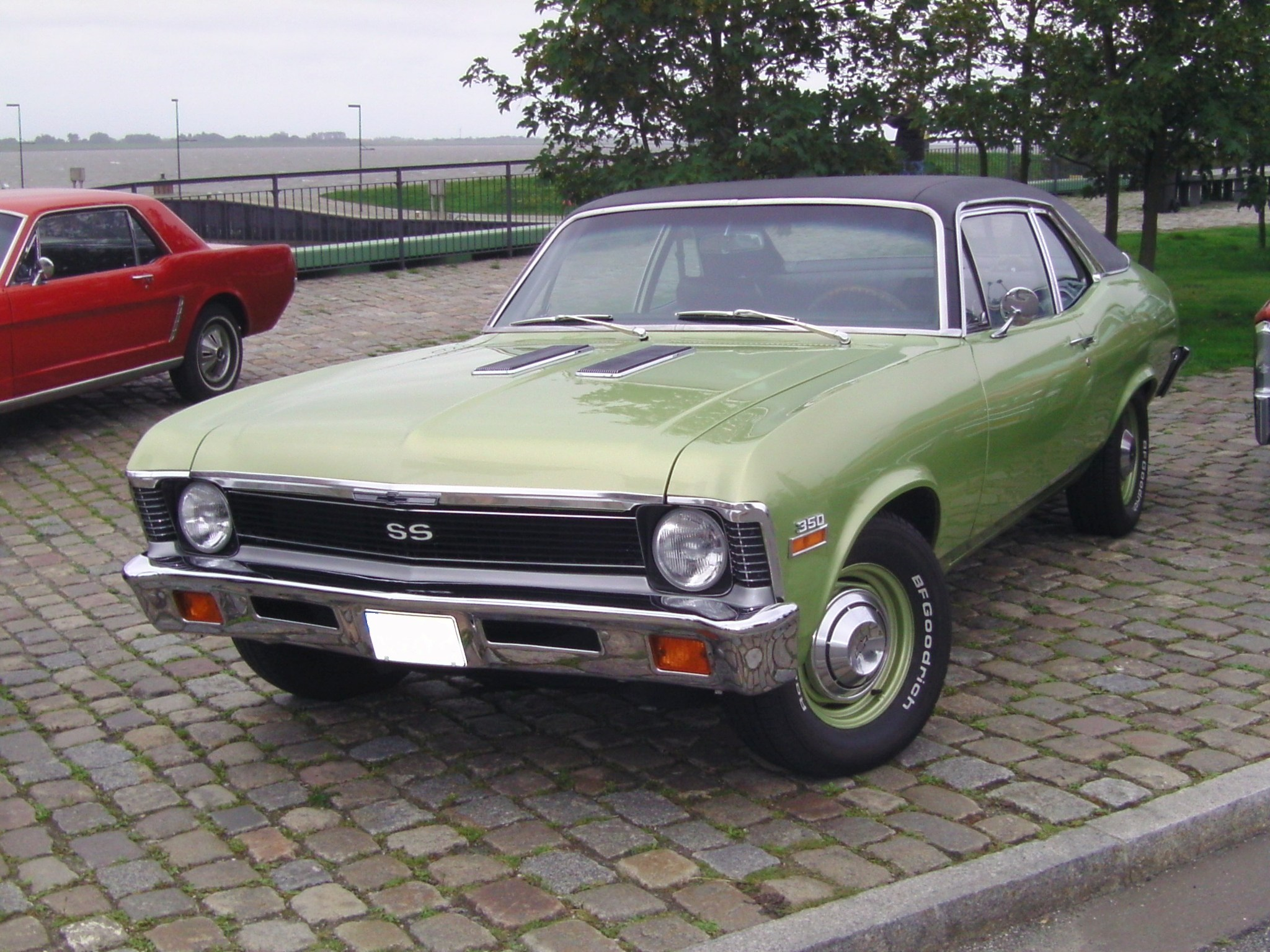
Chevy Nova SS 350 Coupé de 1970

Una extensiva reestilización llegó en 1968, cuando las variantes familiar y el cupé sin parantes fueron descontinuados y se introdujo un sedán y cupé fastback, con pilares «b» (laterales centrales).
Un cambio notable fue una nueva plataforma «X», con un diseño perfeccionado y exclusivo del bastidor secundario frontal - comparado con Ford, Chrysler y AMC, cuyos coches poseían un frontal entero y su suspensión estaba integrada a la carrocería, un bastidor secundario separado que contuvo el motor, y la suspensión delantera (similar a los de la parte frontal de los bastidores de los modelos de GM de gran tamaño o gran marco), reemplazando el estilo anterior.- Aunque el diseño del bastidor secundario frontal lo tuvo el Chevy II, el Camaro, introducido antes, sería el primero al que incorporar este diseño renovado; el rediseñado Chevy II fue lanzado un año más tarde, en 1968 en vez de 1967. 1968 fue el último año en que el Chevy II utilizó ese nombre, aunque todos los modelos de 1968 fueron llamados Chevy II Nova con una sola línea de equipamiento.

### Motorizaciones
Tercera generación (1968~74)
| Tipo de motor     | Cilindrada        | Potencia                | Años               |
| ----------------- | ----------------- | ----------------------- | ------------------ |
| 4 en línea        | 153 plgs3 (2,5 L) | 90 HP (67 kilovatios)   | 1968-70            |
| 6 en línea        | 194 plgs3 (3,2 L) | 120 HP (89 kilovatios)  |                    |
| 6 en línea        | 230 plgs3 (3,8 L) | 140 HP (104 kilovatios) | 1968-70            |
| 6 en línea        | 250 plgs3 (4,1 L) | 155 HP (116 kilovatios) | 1971-74            |
| V8                | 307 plgs3 (5,0 L) | 215 HP (160 kilovatios) | 1968-73            |
| V8                | 327 plgs3 (5,4 L) | 300 HP (224 kilovatios) | Opcional - 1968-69 |
| Nova SS (1968~72) |                   |                         |                    |
| V8                | 350 plgs3 (5,7 L) | 295 HP (220 kilovatios) |                    |
| V8                | 396 plgs3 (6,5 L) | 350 HP (261 kilovatios) | Opcional           |
| V8                | 396 plgs3 (6,5 L) | 375 HP (280 kilovatios) | Opcional - 1968-71 |

### Chevrolet Nova en Argentina
El Chevrolet Nova tercera generación fue fabricado entre 1969-1978 en Argentina como el Chevrolet Chevy el cambio en el nombre se debe a la suspicacia que provoca en español el término «no va». 

## Cuarta generación (1975-1979)

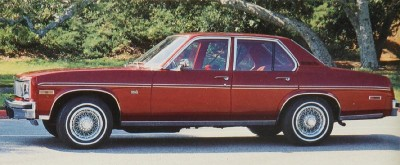
Chevrolet Nova Sedán de 4 puertas de 1978

El Chevrolet Nova de 1975 fue el auto de Chevrolet que más cambió. Ahora es hermoso, dice el folleto del totalmente nueva carrocería del Nova, refinado a lo largo de la línea de sedanes europeos elegantes. Chevrolet sabiamente mantiene una afinidad visual con el diseño de 1968~74, y también conservó el tamaño eficiente de la distancia entre ejes de 111 pulgadas del Nova. La trocha delantera creció una pulgada y media, y la barra estabilizadora delantera tiene un diámetro mayor. Los Chevrolet Nova ya tuvieron frenos de disco delanteros y neumáticos radiales con cinturón de acero. La suspensión delantera y el conjunto de subestructura se pareció a la utilizada en la segunda generación de transgénicos coches plataforma F (el Camaro y el Pontiac Firebird), mientras que el eje y la suspensión trasera se traspasaron de la generación anterior.
Se produjeron menos de 98000 unidades: la producción finalizó el 22 de diciembre de 1978. Modelos «compactos» de Chevrolet se dirigieron a la época de tracción delantera y para el año 1980, el lugar del Nova en la alineación serían asumidas por el nuevo y muy diferente Chevrolet Citation.

### Motorizaciones
Cuarta generación (1975-1979)
| Tipo de motor | Cilindrada        | Potencia                | Años                                      |
| ------------- | ----------------- | ----------------------- | ----------------------------------------- |
| 4 en línea    | 151 plgs3 (2.5 L) | 90 HP (67 kilovatios)   | 1978-79                                   |
| 6 en línea    | 250 plgs3 (4.1 L) | 110 HP (82 kilovatios)  |                                           |
| V8            | 262 plgs3 (4.3 L) | 110 HP (82 kilovatios)  | 1975-76                                   |
| V8            | 305 plgs3 (5.0 L) | 135 HP (101 kilovatios) | 1975-76 - Nova SS; y 1977-78 - Nova Rally |
| V8            | 350 plgs3 (5.7 L) | 300 HP (224 kilovatios) | Opcional                                  |

## Sucesores

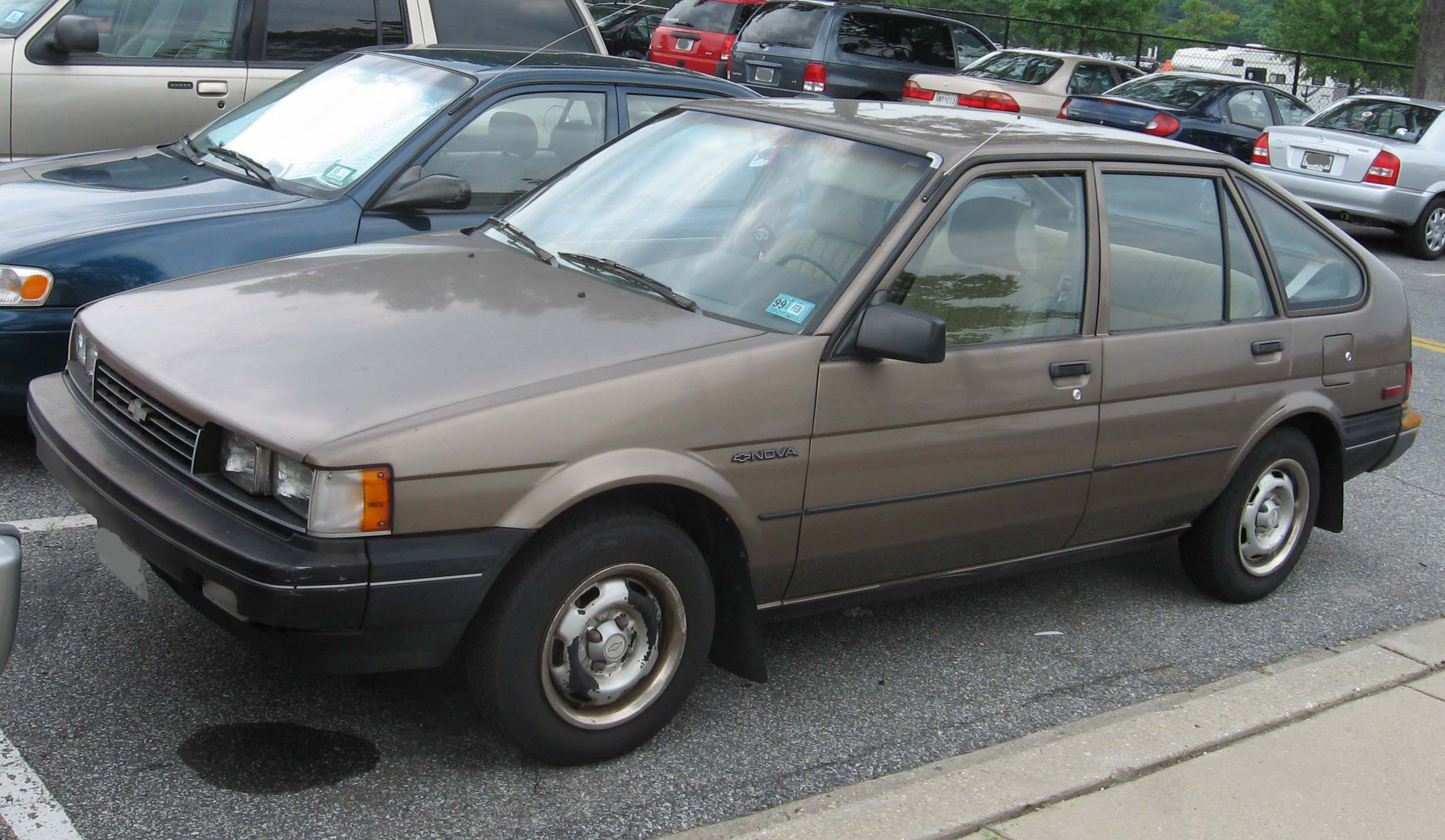
Chevrolet Nova Sedán de 4 puertas hatchback (1985-88), basado en el Toyota Corolla

La insignia «Nova» de Chevrolet regresó en la primavera de 1984 como una unidad de vehículo subcompacto de tracción delantera producido entre 1985~88. Este vehículo estuvo basado en el Toyota Corolla de 5.ª generación y se ensambló por NUMMI, una planta de fabricación de automóviles en Fremont, California, propiedad conjunta de General Motors en los Estados Unidos y Toyota del Japón.
Motorizaciones
Quinta generación (1985-1988)
- 4 en línea de 98 plgs3 (1.6 L) de 74 HP (55 kilovatios) - 112 HP (84 kilovatios) (1988)